# Heinrich Bernhard von Andlaw-Birseck

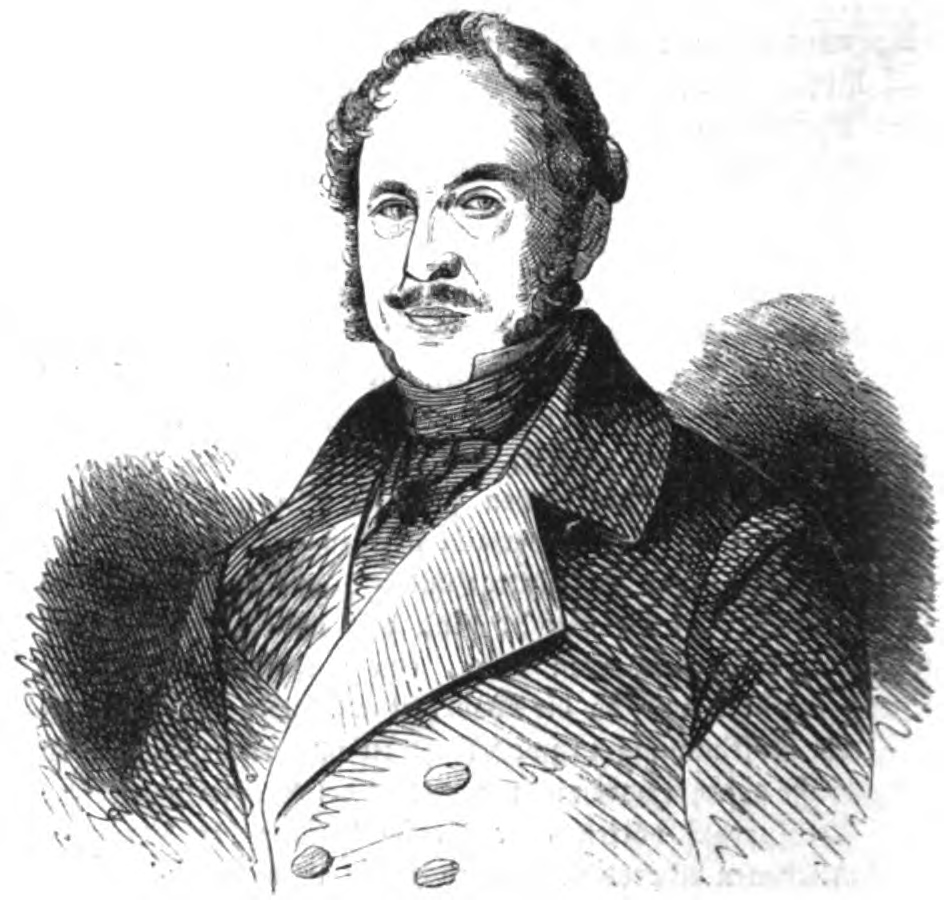
Heinrich Bernhard von Andlaw-Birseck, 1845.

Heinrich Bernhard Reichsfreiherr von Andlaw-Birseck (* 20. August 1802 in Freiburg im Breisgau; † 3. März 1871 in Hugstetten) war ein badischer Politiker und Katholikenführer.

## Herkunft
Andlaw-Birseck war der Sohn des badischen Ministers Conrad Karl Friedrich von Andlau-Birseck und jüngerer Bruder von Franz Xaver von Andlaw-Birseck.

## Leben

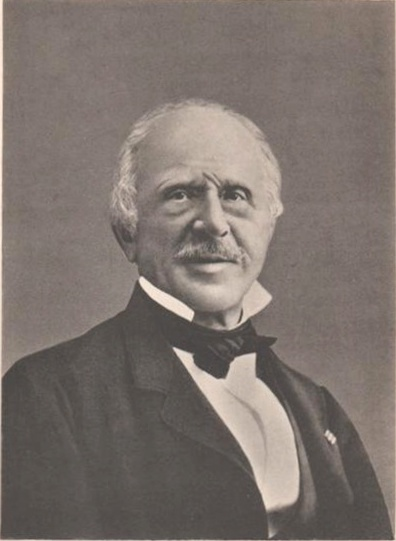
Foto um 1870

Er studierte in Landshut, Freiburg sowie Heidelberg und stand 1821–1825 Dragoneroffizier im badischen Militärdienst. Danach bildete sich der Adlige in Frankreich und Italien weiter, lebte allerdings weitgehend als Privatmann.
Sein politisches Wirken begann erst, als er 1835 vom grundherrlichen Adel in die 1. Kammer der Badischen Ständeversammlung gewählt wurde, in welcher er konservative, katholische Überzeugungen vertrat. Heinrich Bernhard von Andlaw-Birseck beantragte u. a. das Verbot des Hazardspiels und die Errichtung einer Ehrengerichtsbarkeit zur Verhinderung von Duellen. Ab 1845 war er zusammen mit Joseph von Buß einer der volkstümlichsten Vertreter der katholischen Bewegung in Baden. 1848 war er Mitglied des Vorparlaments. Ab 1848 Aktivist der katholischen Vereine spielte der Freiherr durch seine populäre Beredsamkeit besonders auf Katholikenversammlungen eine wichtige Rolle. In Korrespondenzen, Flugschriften und Artikeln betrieb er die Begründung einer „freien katholischen Universität“. 1850, 1861 und 1865 fungierte Andlaw-Birseck als Präsident des Deutschen Katholikentages. 1865 gehörte er zu den Mitgründern der Badischen Katholischen Volkspartei. Nach erfolglosem politischem Angriff gegen Innenminister August Lamey, wegen des neuen Schulaufsichtsgesetzes, trat der Adlige 1866 aus der Ständekammer aus.
Er starb am 3. März 1871 auf seiner Besitzung Hugstetten bei Freiburg.
Seine Tochter Marie Henrike Sigismunda heiratete den badischen Kavallerie-Offizier Hermann Karl Peter von Mentzingen, welcher zum Katholizismus konvertierte. Ein Spross aus dieser Verbindung war der Politiker Peter von Mentzingen (1854–1939).

## Werke
Heinrich Bernhard von Andlaw-Birseck schrieb u. a.:
- Der Aufruhr und Umsturz in Baden, als eine natürliche Folge der Landesgesetzgebung (Freiburg 1850); (siehe: Badische Revolution)
- Priestertum und christliches Leben (Freiburg. 1865)
- diverse Flugschriften zu politisch-religiösen Themen.